# Alois Martin David

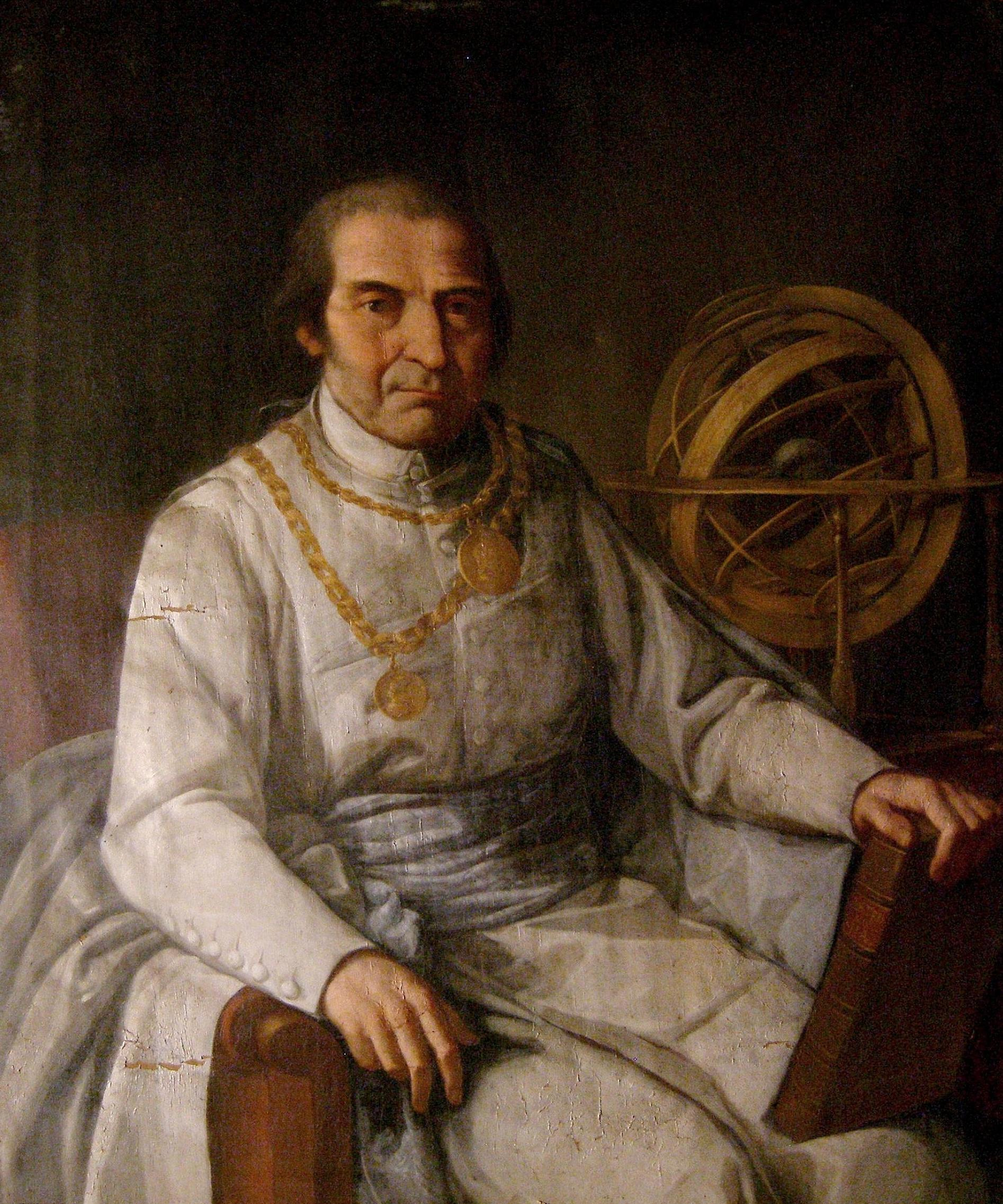
Alois Martin David, 1816

Alois Martin David (* 8. Dezember 1757 in Zeberheisch; † 22. Februar 1836 im Stift Tepl) war ein böhmischer katholischer Geistlicher, Prämonstratenser, Astronom, Kartograph und Rektor der Karl-Ferdinands-Universität Prag.

## Leben
David wuchs in Tepl in Westböhmen auf. Der Pfarrer des Ortes bereitete ihn auf den Besuch des Gymnasiums des Stift Tepl vor. Von Jahr 1776 an studierte er Philosophie, Physik, Mathematik und Theologie an der Prager Universität. 1777 wurde er Magister der Philosophie und begann mit einem Studium der Theologie. Außerdem besuchte er Vorlesungen von Jan Tesánek über höhere Mathematik, Mechanik und Astronomie. Im Jahr 1780 trat er im Stift Tepl dem Orden der Prämonstratenser bei und kehrte 1783 nach Prag zurück, um das Studium fortzusetzen. Er promovierte im Jahr 1790 mit einer Arbeit zu Isaac Newtons Physik. 1787 wurde er im Stift Tepl zum Priester der römisch-katholischen Kirche geweiht.
Seit 1785 widmete sich Martin Alois David verstärkt dem Studium der Astronomie, einem Forschungsgebiet, das in Prag seit Ende des 16. Jahrhunderts eine bedeutende Tradition hatte. Die Rudolfinischen Tafeln, benannt nach Kaiser Rudolph II. und die Forschungen der Astronomen und Mathematiker Tycho Brahe und Johannes Kepler hatten das Weltbild verändert.
Seit dem 4. Dezember 1789 lehrte David als Professor der Metaphysik an der Universität Prag und war Mitarbeiter der Prager Sternwarte im Clementinum. Er unternahm auf eigene Kosten Auslandsreisen, fand Kontakte zu dortigen Astronomen, und wurde 1799 Direktor der Sternwarte in Prag. David stand in Briefwechsel mit Johann Wolfgang von Goethe, der in seinen Tagebüchern auf den Gelehrten verwies. Seit 1795 war er zunächst Mitglied und nach 1800 ständiges Mitglied der Königlich böhmischen Gesellschaft der Wissenschaften. Er war von 1806 bis 1831 deren Sekretär und wurde nach 1832 Direktor der Gesellschaft. 
Die Karl-Ferdinands-Universität in Prag wählte David 1805 zum Dekan der philosophischen Fakultät. Er wurde Mitglied der Gesellschaft zur Förderung der Naturkunde und Industrie in Schlesien in Breslau. Im Jahr 1809 folgte die Mitgliedschaft in der Bayerischen Akademie der Wissenschaften in München und 1816 in der Ökonomisch-wissenschaftlichen Vereinigung in Leipzig. 1816 wurde er Rektor der Karl-Ferdinands-Universität in Prag, Mitglied der Mährisch-schlesischen Gesellschaft für die Entwicklung der Landwirtschaft, Naturwissenschaften und Erdkunde und war 1822 Mitglied der Dänischen Gesellschaft für nordische Alterthumskunde.
Im Jahr 1815 erhielt er für seine Verdienste von Kaiser Franz I. einen bedeutenden Orden am Band, wurde zum „königlichen Astronom“ ernannt und erhielt 1830 den Titel Kaiserlich-Königlicher Rat.
Mit 76 Jahren kehrte er in das Stift Tepl zurück und verstarb dort am 22. Februar 1836.

## Wirken
Davids Forschungsarbeiten bezogen sich vor allem auf die Geodäsie und Meteorologie. Er verbesserte die Messgenauigkeit von Landkarten und studierte Sonnenfinsternisse, aber auch biologische Phänomene. David war eine richtungsweisende Persönlichkeit beim Ausbau der Sternwarte in Prag. Da es an Geldzuwendungen fehlte, um hochwertige Fernrohre zu kaufen und wissenschaftlich zu arbeiten, lag der Schwerpunkt der Forschungen bei Fragen der geodäthischen Astronomie. Die Mitarbeiter der Sternwarte begannen seit 1801 mit der Vermessung des Landes Böhmen und erstellten mit Hilfe von Edmond Halleys Spiegelsextanten, den Chronometern des englischen Herstellers Josiah Emery und dem demochromatischen Fernrohr von Jesse Ramsden eine Landkarte von Böhmen, die nach 1820 publiziert wurde.
Großen Beachtung unter Fachleuten fand seine Perfektionierung der Bestimmung zweier Punkte der geographischen Längen. Es gelang ihm, die Zeitdifferenz, die damals zwischen den Messungen auftauchte, auszuschließen und die genauen geographischen Längen der Sternwarten in Prag, Breslau und Dresden zu errechnen. Martin Alois David richtete sich zwei eigene kleine Sternwarten ein, die eine im Park des Stifts Tepl, eine zweite auf dem Branišovský vrch.
Ein 1989 entdeckter kleiner Planet ist nach ihm benannt (Asteroid (6385) Martindavid = 1989 EC2).

## Werke
Gesamtverzeichnis in: 
- Uta Egert: Personalbiographien von Professoren der philosophischen Fakultät zu Prag im ungefähren Zeitraum von 1800 bis 1860, (1970).
- Gerhard Welß:  Personalbibliographien der Professoren und Dozenten der philosophischen Fakultät der Karl-Ferdinands-Universität in Prag im ungefähren Zeitraum von 1700 bis 1800 (1971).
- Während seines Studiums schrieb Martin Alois David eine Biographie über Isaac Newton. Ergebnisse seiner Forschungen publizierte er in Pojednání Učené společnosti, später im Selbstverlag. Er hinterließ 33 Fachartikel über Astronomie und Topographie. Zahlreiche seiner wissenschaftlichen Instrumente, die er selbst angefertigt hat, haben sich im Museum des Stift Tepl erhalten.